# يغمور علي
يغمور علي هي قرية في مقاطعة أرومية، إيران. يقدر عدد سكانها بـ 180 نسمة بحسب إحصاء 2016.